# Суха (Серадзький повіт)
Суха (пол. Sucha) — село в Польщі, у гміні Серадз Серадзького повіту Лодзинського воєводства.
Населення — 216 осіб (2011).
У 1975-1998 роках село належало до Серадзького воєводства.

## Демографія
Демографічна структура станом на 31 березня 2011 року:
|          | Загалом | Допрацездатний вік | Працездатний вік | Постпрацездатний вік |
| -------- | ------- | ------------------ | ---------------- | -------------------- |
| Чоловіки | 112     | 26                 | 69               | 17                   |
| Жінки    | 104     | 20                 | 58               | 26                   |
| Разом    | 216     | 46                 | 127              | 43                   |